# Germanische Schöpfungsgeschichte

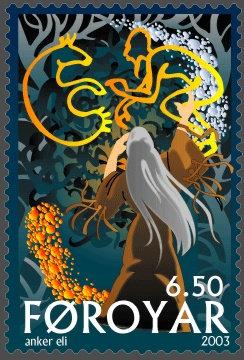
Die Entstehung der Welt; Briefmarke der Färöer von 2003 nach einer Vorlage von Anker Eli Petersen

Die germanische Schöpfungsgeschichte umfasst die Mythen germanischer Völker, die davon berichten, wie die Welt (Kosmogonie) und der Mensch (Anthropogonie) entstanden.
Germanische Schöpfungsmythen sind überwiegend nur durch die mittelalterliche Edda-Literatur der Isländer erhalten geblieben. Diese gibt nicht die Mythen aus urgermanischer Zeit wieder, sondern die westnordischen Mythen des Mittelalters, nachdem sie von Dichtern (Skalden) bearbeitet und niedergeschrieben wurden. Somit stellen die Schöpfungsmythen der Edda-Literatur nur den Endpunkt der Entwicklung des westnordischen Zweiges der nordgermanischen Völker dar. Bis auf wenige Reste sind die übrigen Überlieferungen der germanischen Völker verloren gegangen.
Mit Hilfe aller verfügbaren Zeugnisse, sprachwissenschaftlicher Untersuchungen und des Vergleichs mit den Schöpfungsmythen anderer, insbesondere indogermanischer Völker können Teile der vorhandenen Überlieferung mit unterschiedlichen Wahrscheinlichkeitsgraden auf Mythen zurückgeführt werden, die noch aus urgermanischer Zeit stammen. Die germanischen Schöpfungsmythen lassen sich aber auf diese Weise nicht mehr als einheitliches Ganzes wiederherstellen. Insgesamt ergibt sich ein verwirrendes Bild, da die vorhandenen Quellen erkennen lassen, dass die erhaltene Überlieferung unterschiedlichste Entwicklungsstufen über mehrere tausend Jahre hinweg von der vorindogermanischen bis in die mittelalterliche Zeit enthält, deren Schöpfungsmythen weder in urgermanischer noch in westnordischer Zeit jemals eine Einheit bildeten.

### Nordische Überlieferung

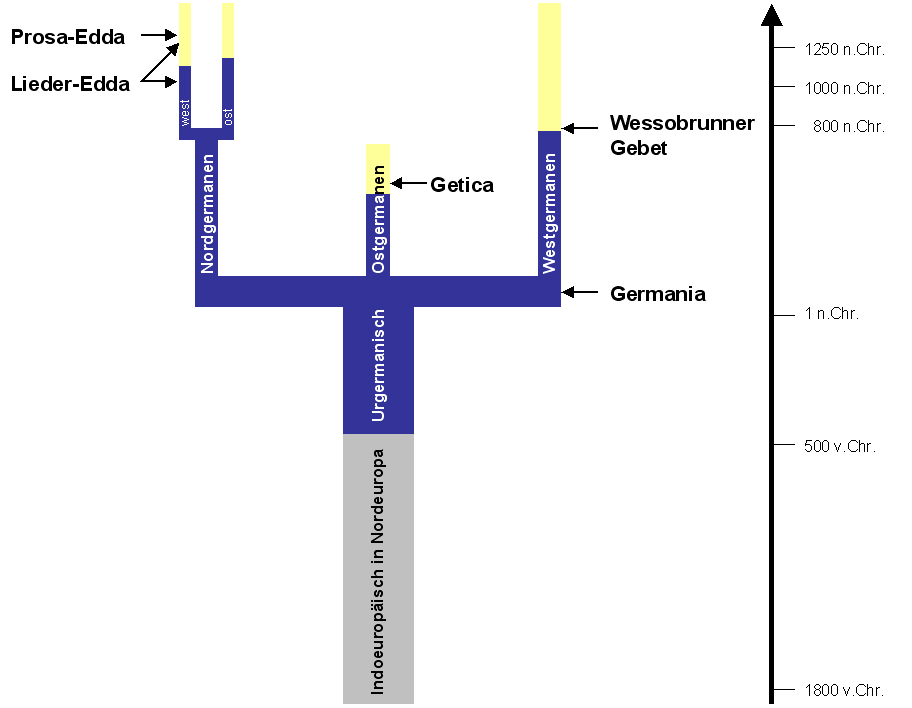
Dieser Zeitbaum stellt den Überlieferungszeitraum und grobe Überlieferungsstränge der germanischen Schöpfungsmythen dar und zeigt, wo und wann die vorhandenen Quellen die Überlieferung wiedergeben. Blau ist die Zeit, in der man von germanischem Heidentum sprechen kann, gelb der Beginn der christlichen Zeit. Der Gesamtdarstellungszeitraum reicht von 1800 v. Chr. bis 1300 n. Chr.

#### Vǫluspá

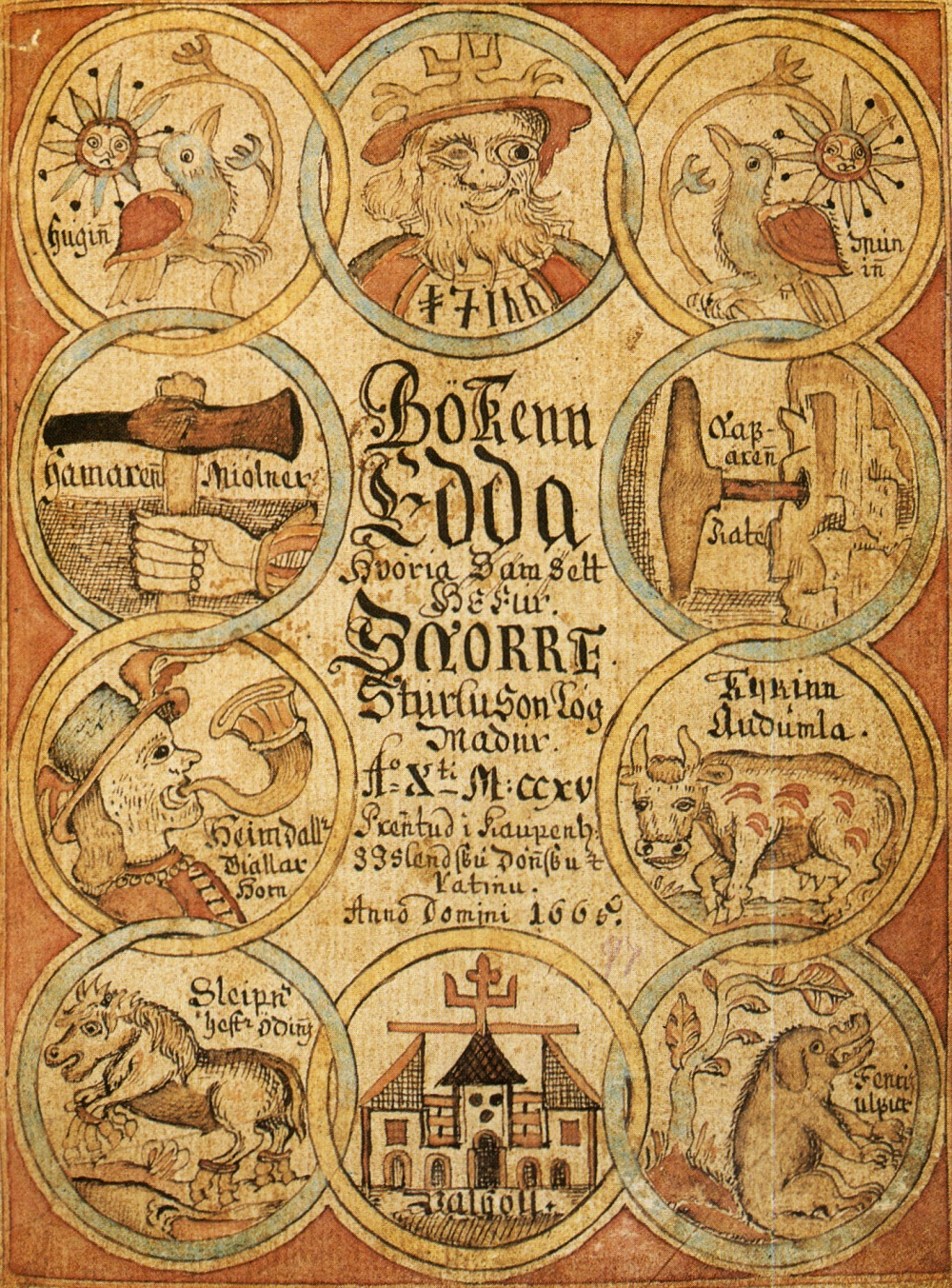
Die Prosa-Edda. Titelblatt einer isländischen Ausgabe des 18. Jahrhunderts

### Sonstige Überlieferung

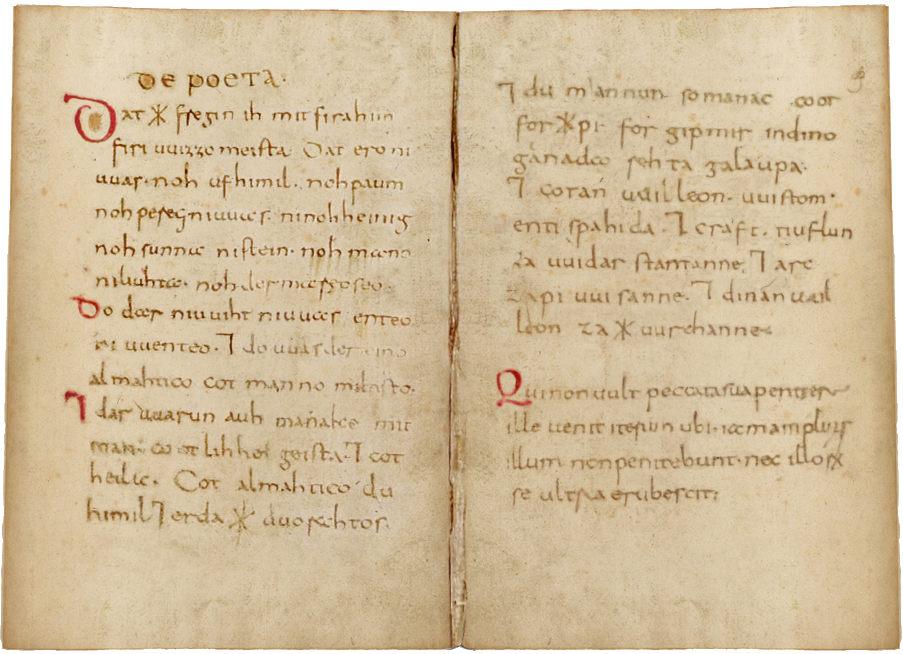
Das Wessobrunner Gebet, Handschrift um 814

##### Archaische Formeln

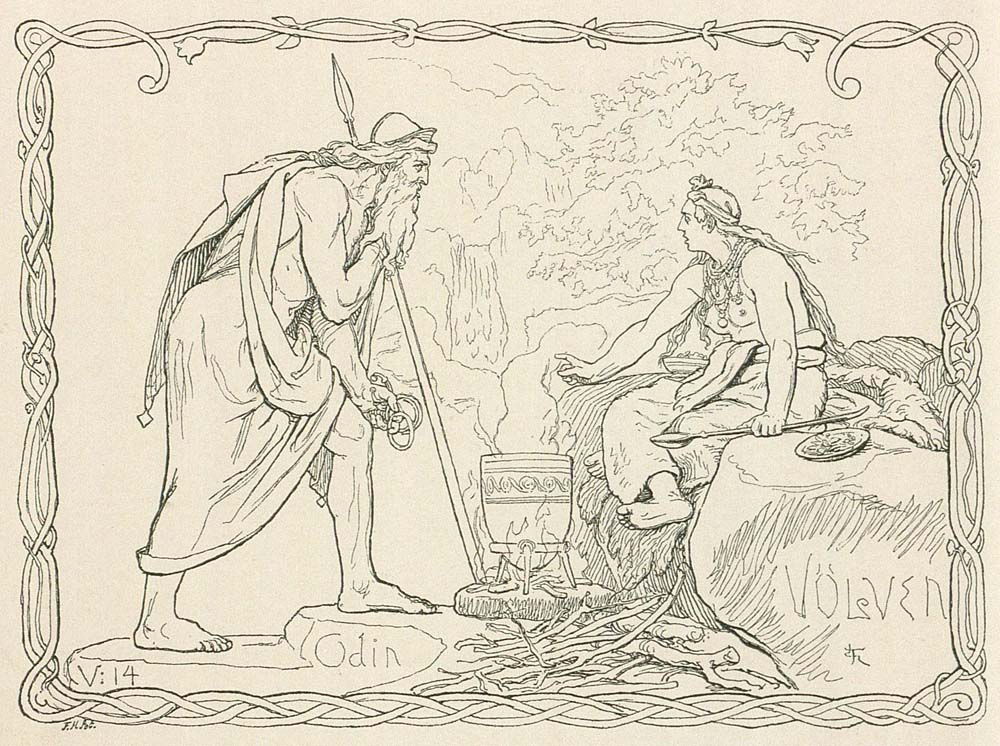
„Du willst, Walvater, daß wohl ich künde, was alter Mären der Menschen ich weiß.“ (Vǫluspá 1, Genzmer); Odin befragt die Völva nach Ursprung und Schicksal der Welt, Illustration von Lorenz Frølich, 1895

##### Die Urkuh Auðhumla

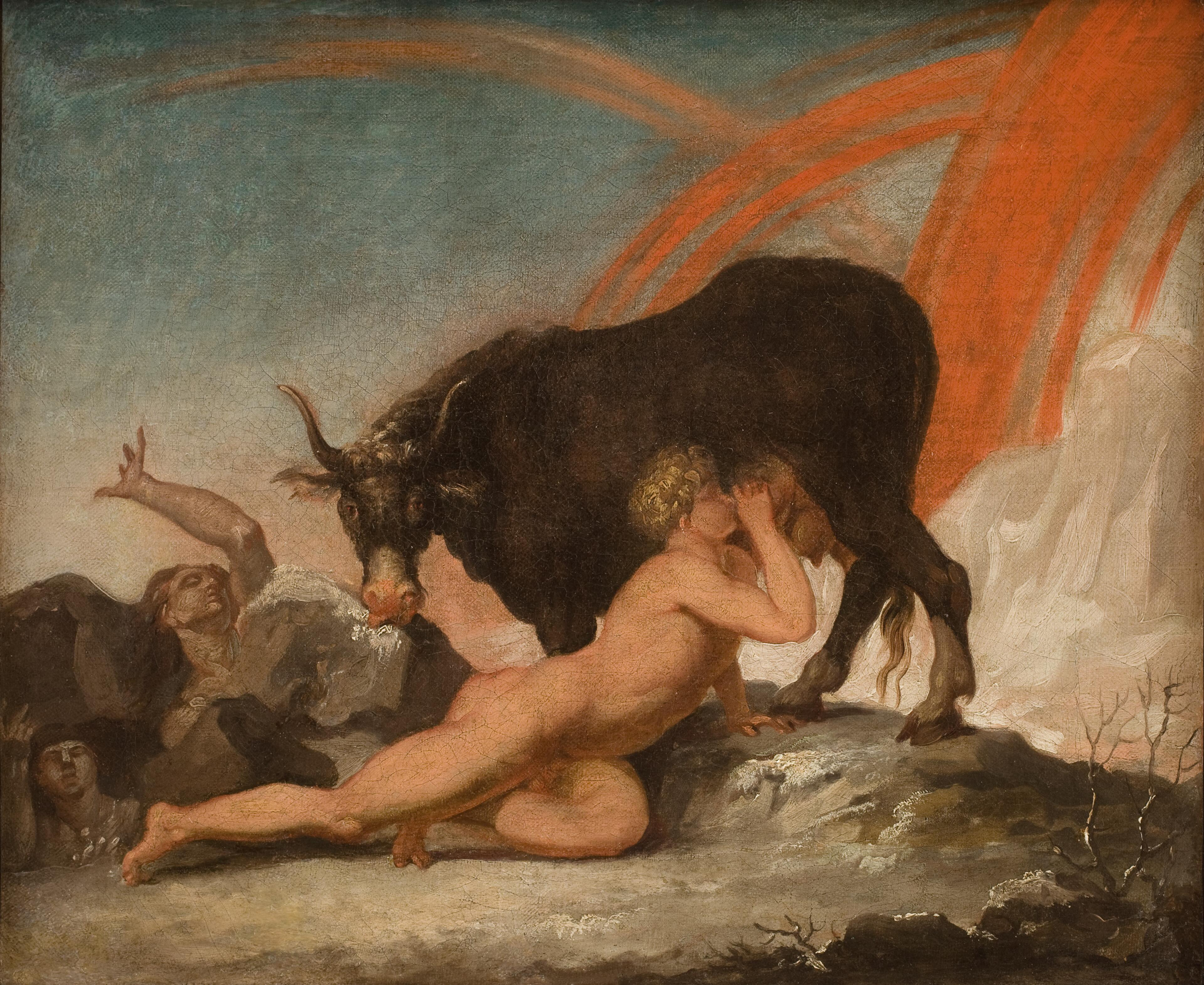
Auðhumla nährt Ymir und leckt Búri frei; Gemälde von Nicolai Abraham Abildgaard, 1790